# Galgenbelt Deventer

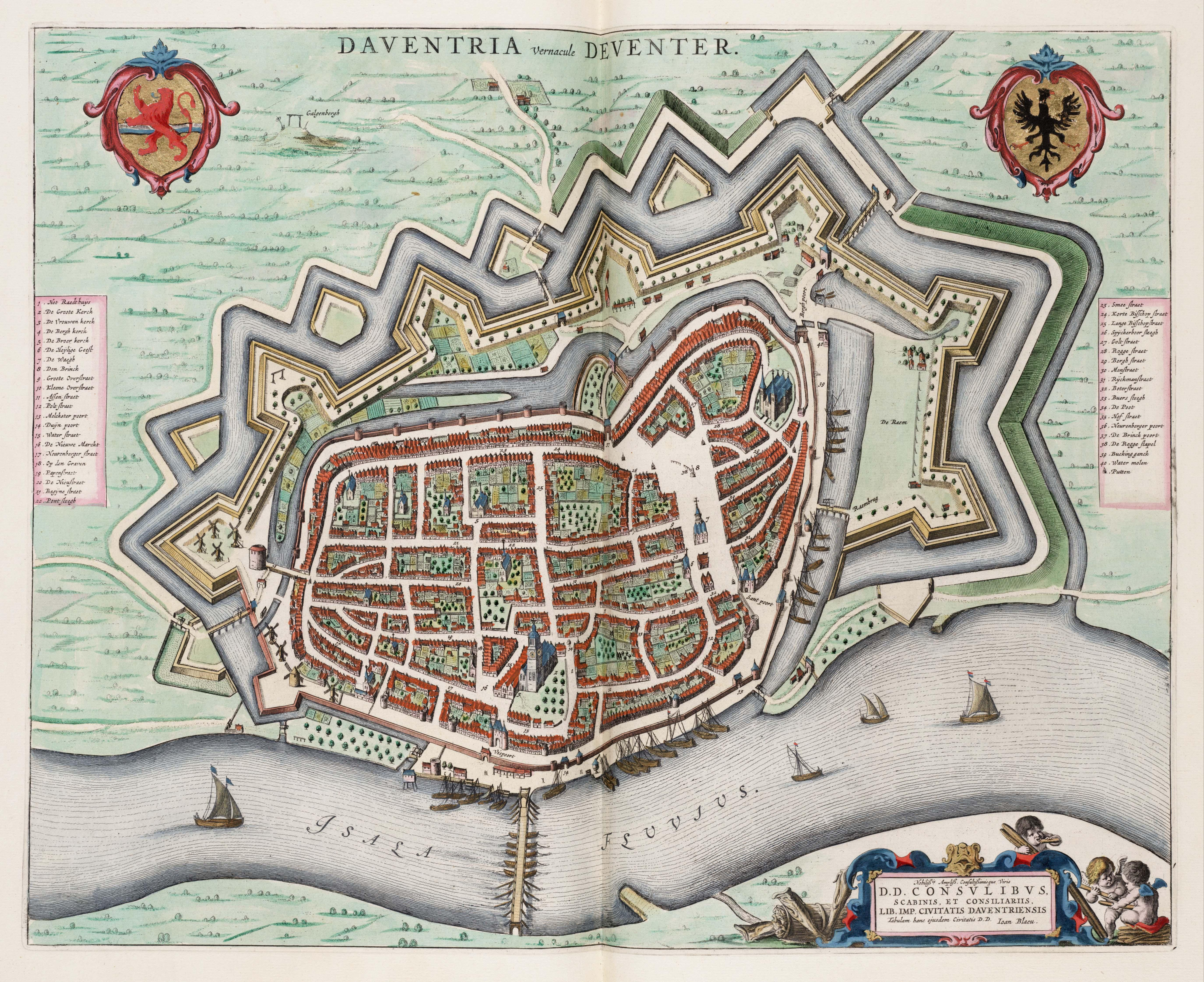
De Galgenbelt is op deze kaart uit 1649 linksboven naast de leeuw ingetekend. Ook de galg op het Justitiebolwerk is aangegeven

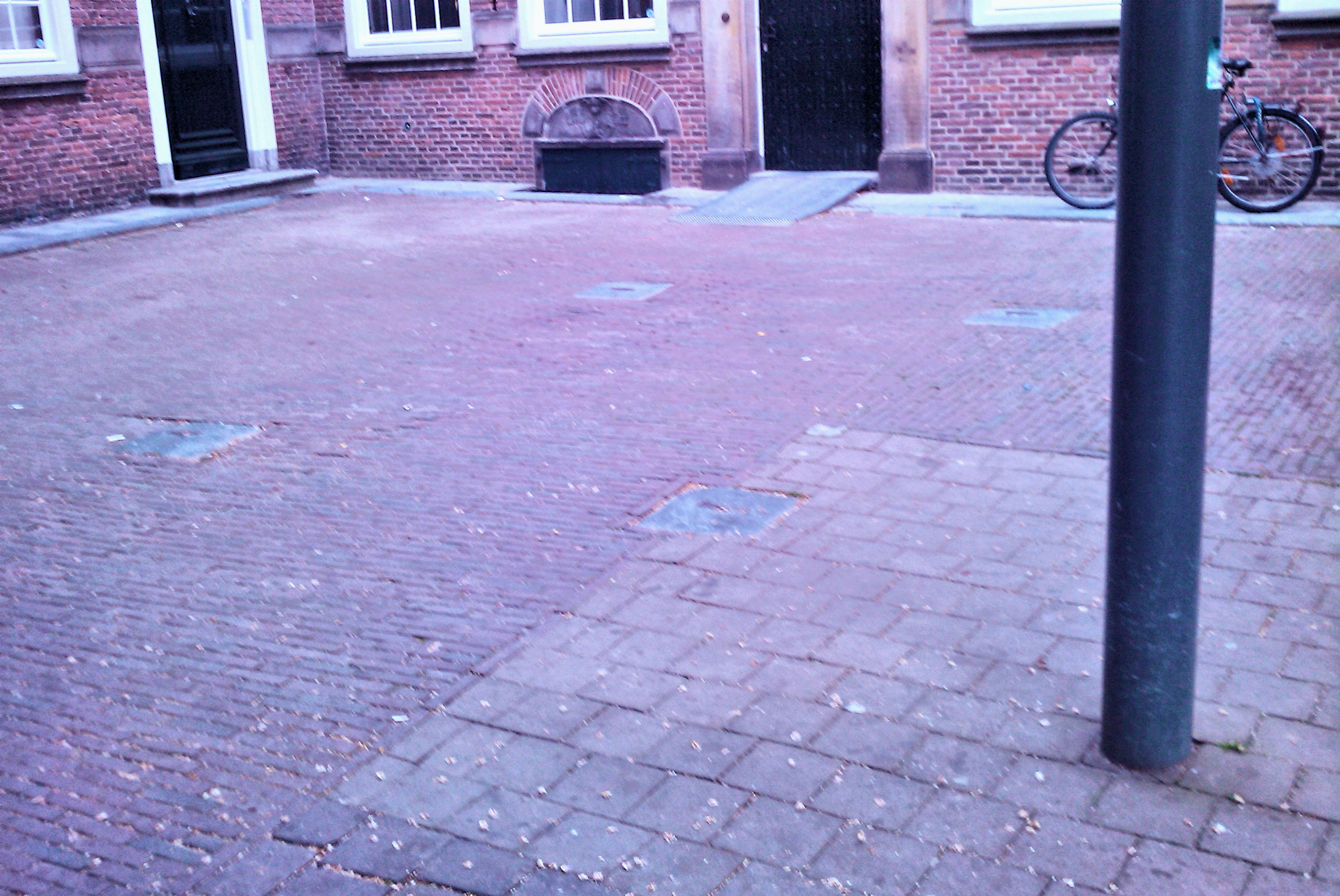
Fundering van het schavot op de Brink

De Galgenbelt of Galgenberg was het belangrijkste galgenveld van de Nederlandse stad Deventer. De lichamen van veroordeelde misdadigers werden er prijsgegeven aan de elementen en de kraaien. In 1362 wordt er voor het eerst melding van gemaakt, de naam is dan nog Galghenberch.

## Rechtspraak
De oudst bewaarde aantekeningen uit 1448 over het in Deventer gehanteerde recht beginnen met de woorden "hals weder hals, hand weder hand" (oog om oog, tand om tand). Deventer kende zoals andere grote steden een eigen rechtspraak met de bevoegdheid doodstraffen te vorderen. Executie door onthoofding, ophanging, radbraken of anderszins vond in de middeleeuwen plaats op het Grote Kerkhof bij het stadhuis en de Lebuinuskerk. Later werd een schavot opgericht op de Brink, het belangrijkste plein van de stad. De uitvoering van de straffen was door iedereen bij te wonen.
Wat er na de executie met het dode lichaam gebeurde was afhankelijk van de uitspraak van de rechtbank, het vormde een onderdeel van de straf. Soms werd toegestaan het te begraven, maar vaker moest het buiten de stad aan een galg ophangen worden. Ook werd het lichaam wel neergelegd op een radstake, een wiel hoog op een paal. Deze publieke ontering van het stoffelijk overschot en de ontzegging van een christelijke teraardebestelling gebeurde ter waarschuwing en afschrikking van al degenen die wellicht kwaad in de zin hadden.
Het Deventer galgenveld werd ook gebruikt voor veroordeelden van het gerecht van het schoutambt Colmschate.

## Situering
De Galgenbelt van Deventer was een van de zeven Deventer 'heuvels', rivierduinen, die in het Pleistoceen door verstuiving van zand uit de stroomvlakte van de latere IJssel waren gevormd. Andere plaatsen die gezien de naam en vermelding op oude kaarten bij Deventer als gerechtsplaats gebruikt werden zijn de Ravensweerd, de Radstake en het Justitiebolwerk. Al deze plaatsen lagen ten noorden van de stad.
In 1795 werden openbare terechtstellingen en galgenvelden door de landelijke overheid afgeschaft, maar nog in 1889 werd een gedeelte van de weg richting Diepenveen de Galgeweg genoemd. De Galgenbelt lag in een gebied waar landbouw werd bedreven, de Deventer enk. De hoogte is rond 1930 geëgaliseerd ten behoeve van woningbouw ter plaatse. Aangenomen wordt dat de galg ongeveer stond waar nu de President Steynstraat de Hoge Hondstraat kruist.